# فانيل سيرين
فانيل سيرين (بالفرنسية: Vaniel Sirin)‏ (26 أكتوبر 1989 بديلماس في هايتي - ) هو لاعب كرة قدم هايتي في مركز الوسط. شارك مع منتخب هايتي لكرة القدم.

## وصلات خارجية
- فانيل سيرين على موقع إي إس بي إن إف سي (الإنجليزية)
- فانيل سيرين على موقع قاعدة بيانات كرة القدم.إي يو (الإنجليزية)
- فانيل سيرين على موقع ناشيونال فوتبول تيمز (الإنجليزية)
- فانيل سيرين على موقع Soccerway.com (الإنجليزية)